# Volleybalvereniging SSS 2020-2021
Questa voce raccoglie le informazioni riguardanti il Volleybalvereniging SSS nelle competizioni ufficiali della stagione 2020-2021.

## Organigramma societario
Area direttiva
- Presidente: Gert Dekker

Area tecnica
- Allenatore: Olaf Ratterman (fino a gennaio)[1], Hans Seubring (da gennaio)

## Rosa
| N° | Nome              | Ruolo | Data di nascita   | Nazionalità sportiva |
| -- | ----------------- | ----- | ----------------- | -------------------- |
| 1  | Aart Kooiman      | C     | 29 settembre 1990 | Paesi Bassi          |
| 2  | Alex Meijs        | S     | 1999              | Paesi Bassi          |
| 3  | Hugo van Garderen | P     | 7 dicembre 1996   | Paesi Bassi          |
| 4  | Niek Bakker       | C     | 7 marzo 1999      | Paesi Bassi          |
| 5  | Robin van Weerd   | S     | 25 luglio 1999    | Paesi Bassi          |
| 6  | Maurice Coolen    | P     | 1998              | Paesi Bassi          |
| 7  | Job Groenendaal   | O     | 1998              | Paesi Bassi          |
| 8  | Thijs van Gessel  | L     | 2000              | Paesi Bassi          |
| 9  | Bram Berger       | O     | 27 aprile 2001    | Paesi Bassi          |
| 10 | Jordi van Andel   | L     | 7 ottobre 1999    | Paesi Bassi          |
| 11 | Cas Abraham       | S     | 17 maggio 1999    | Paesi Bassi          |
| 12 | Aron Vink         | -     | -                 | Paesi Bassi          |
| 13 | Robin Boekhoudt   | C     | 13 marzo 2001     | Paesi Bassi          |
| 14 | Thijs van Noorden | S     | 16 gennaio 1985   | Paesi Bassi          |

## Statistiche

### Statistiche di squadra
| Competizione          | Punti | In casa | In casa | In casa | In trasferta | In trasferta | In trasferta | Totale | Totale | Totale |
| Competizione          | Punti | G       | V       | P       | G            | V            | P            | G      | V      | P      |
| --------------------- | ----- | ------- | ------- | ------- | ------------ | ------------ | ------------ | ------ | ------ | ------ |
| Eredivisie            | 10/14 | 10      | 6       | 4       | 9            | 1            | 8            | 19     | 7      | 12     |
| Coppa dei Paesi Bassi | -     | 1       | 0       | 1       | 0            | 0            | 0            | 1      | 0      | 1      |
| Totale                | -     | 11      | 6       | 5       | 9            | 1            | 8            | 20     | 7      | 13     |